# Jerry Siegel
Jerry Siegel   (Cleveland, 17 d'octubre de 1914 - Los Angeles, 28 de gener de 1996) Jerome "Jerry" Siegel, va ser un guionista de còmics estatunidenc, Va ser el cocreador de Superman en col·laboració amb el seu amic Joe Shuster, publicat per DC Comics, el primer dels grans superherois del còmic i un dels personatges de ficció més important del segle xx. També van crear el Doctor Occult, que més tard va aparèixer a The Books of Magic. Siegel i Shuster van ser inclosos al Saló de la Fama del Còmic Will Eisner de la indústria del còmic el 1992 i al Saló de la Fama de Jack Kirby el 1993. Amb Bernard Baily, Siegel també va cocrear el personatge de DC de llarga durada The Spectre. Siegel va crear deu dels primers membres de la Legió de Superherois, un dels còmics  amb un grup de superherois més populars de DC, ambientat al segle XXX. Siegel també va fer servir pseudònims com ara Joe Carter i Jerry Ess.

## Biografia
Siegel va néixer el 17 d'octubre de 1914 a Cleveland, Ohio, fill d'immigrants jueus lituans que van arribar a Nova York el 1900, després d'haver fugit de l'antisemitisme a la seva Lituània natal, que aleshores formava part de l'Imperi Rus. El seu pare va néixer com a Mikhel Iankel Segalovich i la seva mare va néixer com a Sora Meita Khaikels, però van canviar els seus noms a Michael i Sarah Siegel després de mudar-se als Estats Units. En Jerry va ser l'últim de sis fills (Isabel, Leo, Minerva, Roslyn i Harry). El seu pare era sastre i tenia una botiga de roba. El 2 de juny de 1932, un lladre de botigues va colpejar Michael amb un fort cop de puny al pit i va patir un atac de cor fatal, mentre que Sarah va morir d'un atac de cor el 17 d'agost de 1941.
La família de Siegel es va traslladar al barri jueu de Glenville el 1928. Va estudiar a l'institut Glenville High School de Cleveland, Ohio. Cap als 16 anys, mentre era a Glenville, va fer amistat amb Joe Shuster. Siegel va descriure la seva amistat amb Shuster, com tímid i amb ulleres: "Quan en Joe i jo ens vam conèixer, va ser com si els productes químics adequats s'uníssim". Siegel es va graduar a l'institut el juny de 1934.
Siegel va anar a la Glenville High School on va treballar al periòdic setmanal de l'escola, The Torch (la torxa). Era un estudiant tímid, no gaire popular, però es va donar a conèixer gràcies a una paròdia del personatge de Tarzan, "Goober the Mighty". A Glenville, va conèixer qui seria el seu col·laborador en el futur, Joe Shuster. L'equip d'escriptor i dibuixant van entrar al món del còmic amb la revista "More Fun Comics", de l'editorial Major Malcolm Wheeler-Nicholson, debutant amb l'aventurer mosqueter "Henri Duval" i amb la tira del lluitador contra el crim "Dr. Occult" al "More Fun" número 6 (octubre del 1935).

### Primers treballs per a DC Comics (1935–1943)
Incapaç de pagar la universitat, va treballar en diverses feines de repartiment, tot festejant editorials. L'estiu de 1935, encara vivint a Cleveland, ell i Shuster van començar a vendre històries de còmics a National Allied Publications, el principal precursor de DC Comics, a Nova York.
Siegel i Shuster havien estat desenvolupant la història i el personatge de Superman des del 1933, amb l'esperança de vendre-la com una tira còmica sindicada per a un diari. Però després d'anys de sol·licituds infructuoses als sindicats, Siegel i Shuster van acordar publicar Superman en un còmic. El març de 1938, van vendre tots els drets de Superman a l'editorial de còmics Detective Comics, Inc., una altra precursora de DC, per 130 dòlars ( 2,904 dòlars ajustats per la inflació).
Siegel i Shuster es van penedir més tard de la seva decisió de vendre Superman després que es convertís en un èxit sorprenent. DC Comics ara era el propietari del personatge i en cobrava els drets d'autor. No obstant això, DC Comics va mantenir Siegel i Shuster com a principals guionistes i artistes dels còmics de Superman, i estaven ben pagats perquè eren populars entre els lectors. Per exemple, el 1942 van guanyar junts 63.776,46 dòlars ( equivalent to $1,200,000 el 2024 ).
Siegel va ser reclutat per l'exèrcit dels Estats Units el 28 de juny de 1943. El seu número de matrícula era el 35067731. Va ser entrenat a Fort George G. Meade, on va ser entrenat com a "mecànic de motors d'avió, editor de pel·lícules, muntador de pel·lícules, home de relacions públiques o dramaturg (escriptor de pel·lícules) o reporter". Va ser destinat a Honolulu, on li van assignar una feina de redactor al diari militar Stars and Stripes. Es va centrar principalment en columnes de comèdia. El varen llicenciar el 21 de gener de 1946, amb el rang de tècnic de 4t grau.

### Carrera de postguerra (1946–1959)
Durant el seu servei militar a Hawaii, Siegel va saber pel seu amic Shuster que DC Comics havia publicat una història amb una versió infantil de Superman anomenada "Superboy", que es basava en una història que Siegel havia enviat a DC Comics, però que DC Comics no havia comprat. Com que DC Comics mai va comprar els drets d'autor de Superboy a Siegel, Siegel va demandar DC Comics pels drets. Una segona afirmació que tenien era que DC els havia estafat amb els drets d'autor del programa de ràdio Superman i els marxandatge. Siegel i Shuster també van demandar simultàniament els drets de Superman. Al final del judici, Siegel i Shuster van acordar renunciar als drets d'autor de Superman i Superboy a canvi d'un acord de poc més de 94.000 dòlars (equivalent to $1,200,000 el 2024 ). Els papers de divorci de Siegel de 1948 suggereixen que li van quedar 29.000 dòlars després de pagar les taxes judicials però abans d'arribar a un acord de divorci.
Després de la guerra, Siegel es va traslladar a Nova York. Entre 1937 i 1947 (és a dir, durant el període del seu contracte), Siegel i Shuster havien guanyat junts més de 400.000 dòlars (aproximadament equivalent to $7,700,000 el 2024 ) mentre treballava a DC Comics.
Després de deixar DC Comics a finals de 1947, Siegel i Shuster van crear el superheroi còmic Funnyman, que no va tenir èxit. Aquesta va ser la seva última col·laboració. Siegel va acceptar feines d'escriptor autònom. Alguns d'ells inclouen la tira periodística Tallulah, Lars of Mars i GI Joe . L'editorial Ziff-Davis el va contractar com a editor de còmics el 1951, però la seva divisió de còmics va tancar després de menys d'un any d'activitat. Siegel mai va trobar una feina estable i va passar per moments difícils. El 1959, ell i la seva família vivien en un apartament d'una habitació a Great Neck, Long Island, i tenien dificultats per pagar les factures.

### Retorn a Washington DC i demandes judicials (1959–1975)
Siegel va tornar a DC Comics el 1959 a instàncies de la seva segona esposa. Tot i que va escriure algunes històries de Superman, ja no tenia cap control creatiu, sinó que responia a les instruccions del seu editor. Durant aquest temps, va escriure extensament sobre l'equip de la Legió de Superherois, afegint molts personatges perdurables al seu repartiment. Les contribucions de Siegel durant aquest període són difícils de determinar perquè DC Comics generalment no donava les signatures dels creadors. El seu darrer treball per a DC va ser la història principal d'Adventure Comics núm.341 (febrer de 1966). DC Comics va deixar de donar-li feina el 1966, quan l'empresa va saber que Siegel i Shuster estaven planejant una segona demanda per reclamar els drets d'autor a Superman. Va perdre aquell plet.
Siegel va tornar a passar per una situació financera difícil després d'aquest segon acomiadament, ja que no va poder trobar feina regular d'escriptura. Durant un període de set anys, va treballar com a mecanògraf a la sala de correu de la Comissió de Serveis Públics de Los Angeles, i més tard va dir a un butlletí informatiu per a empleats que "amb tots els problemes i el litigi prolongat que he tingut, només volia amagar-me". El 1975, en sentir que la Warner Bros. estava produint una pel·lícula de Superman, Siegel va alertar la premsa sobre el seu estat. En resposta, Warner Bros va acceptar donar a Siegel i Shuster una remuneració vitalícia de 20.000 dòlars anuals (més tard augmentada a 30.000 dòlars) a canvi de no impugnar la propietat dels drets d'autor de Superman.

### Amalgamated Press
Després de deixar DC Comics, Siegel va escriure The Spider per al còmic britànic Lion, publicat per Fleetway Publications. Els seus episodis es van publicar des del gener de 1966 fins al febrer de 1969.

## Carrera d'escriptor

### Anys escolars
Siegel va escriure per al setmanari de la seva escola, The Glenville Torch . Una de les seves obres conegudes per a aquest diari va ser Goober the Mighty, una paròdia de Tarzan. Joseph Shuster va proporcionar il·lustracions per a algunes de les històries de Siegel sobre Goober. Aquesta va ser la seva primera col·laboració coneguda com a escriptor i artista.
Siegel també va autopublicar un fanzine anomenat Science Fiction: The Advance Guard of Future Civilization. En el tercer número d'aquest fanzine, va publicar un conte titulat "El regnat de Superman" sota el pseudònim "Herbert S. Fine". La història tracta d'un vagabund anomenat Bill Dunn que adquireix vastos poders psíquics després de prendre una droga experimental. Dunn llavors es fa dir a si mateix "el Superman" i procedeix a utilitzar els seus poders maliciosament.
El 1933, Siegel i Shuster van començar a fer tires còmiques amateurs junts. Van autopublicar la seva obra en un fanzine titulat Popular Comics.

### DC Comics
Siegel i Shuster van començar a treballar per a DC Comics (aleshores coneguda com a National Allied Publications)  el 1935. La carrera d'escriptor de Siegel allà es va interrompre el juny de 1943 quan va ser reclutat per l'exèrcit, tot i que va continuar rebent crèdit per històries escrites per escriptors fantasma. Després del seu acomiadament, va demandar DC Comics pels drets de Superman i Superboy, i en conseqüència no li va donar més treball autònom de l'editorial. El 1959, va tornar a Washington DC com a escriptor, i va ser destituït de nou el 1967 quan va intentar de nou recuperar els drets d'autor de Superman.
Durant la seva primera etapa a DC Comics (1935–1943), Siegel va crear els personatges següents:
- Henri Duval, un espadatxí  francès, va aparèixer per primera vegada a New Fun Comics núm. 6 (octubre de 1935), i només va durar uns quants números.
- Doctor Occult, investigador paranormal, va aparèixer des del número 6 de New Fun Comics (octubre de 1935) fins al número 32 (juny de 1938).
- Radio Squad, una sèrie policial, es va emetre de 1936 a 1943 a New Fun Comics.
- Slam Bradley, un justicier que lluitava amb els punys, va aparèixer per primera vegada a Detective Comics núm.1 (març de 1937)
- Spy, sèrie protagonitzada per l'investigador rodamons Bart Regan i la seva companya Sally Norris, va aparèixer des del número 1 de Detective Comics (març de 1937) i va acabar al número 83 (gener de 1944).
- Superman, un justicier disfressat amb força sobrehumana, va aparèixer per primera vegada a Action Comics núm.1 (portada datada el juny de 1938). Cocreat amb l'artista Joe Shuster.
- Superboy, una versió infantil de Superman, va aparèixer per primera vegada a More Fun Comics núm. 101 (sense el consentiment de Siegel).
- The Presence, una representació fictícia del Déu Abrahamic, va aparèixer per primera vegada a More Fun Comics núm. 52.
- The Spectre, un venjador fantasmal, va aparèixer per primera vegada a More Fun Comics núm. 52 (febrer de 1940).
- Star-Spangled Kid i Stripesy, herois emmascarats, van aparèixer per primera vegada a Star Spangled Comics núm. 1 (octubre de 1941); cocreats amb l'artista Hal Sherman.

Durant el seu segon mandat a DC Comics (1959–1966), Siegel va crear diversos personatges relacionats amb la Legió de Superherois, incloent-hi els membres Bouncing Boy, Brainiac 5, Triplicate Girl, Invisible Kid, Matter-Eater Lad, Phantom Girl i Chameleon Boy; i els enemics Cosmic King, Lightning Lord i Saturn Queen, que formen part de la Legion of Super-Villains.
Durant el seu segon any com a escriptor a DC Comics, Siegel no va rebre cap signatura per les seves històries, que era la política normal de DC Comics en aquell moment.

### Funnyman
Siegel i Shuster van concebre Funnyman, un superheroi pallasso, mentre encara treballaven per a DC Comics. Preveien una disminució de la popularitat dels superherois convencionals i pensaven que un personatge híbrid de comèdia tindria un atractiu sostenible. A diferència d'altres personatges que van crear, Siegel i Shuster estaven decidits a conservar els drets d'autor de Funnyman. Això era inacceptable per a DC Comics, així que van fer un acord amb Magazine Enterprises, una empresa editorial de còmics propietat de Vin Sullivan. La sèrie Funnyman va durar sis números, i una tira periodística posterior tampoc va tenir èxit. Va ser l'última col·laboració de Siegel i Shuster. En aquell moment, la visió de Shuster s'havia deteriorat fins al punt que no podia treballar.

### Marvel Comics
Siegel va treballar per primera vegada per Marvel el 1963, sota el pseudònim de "Joe Carter". Amb Stan Lee, va cocrear el dolent Plantman (Strange Tales núm.113). També va escriure el guió de la sèrie "Human Torch" a Strange Tales núm. 112–113 (setembre-octubre de 1963), on presentava la xicota adolescent de l'institut de Torch, Doris Evans; i, amb el seu propi nom, una sèrie de suport protagonitzada per la membre dels X-Men Angel, que es va publicar a Marvel Tales i Ka-Zar. Segons l'aleshores editor en cap de Marvel, Stan Lee, Siegel "tenia mala sort" i estava malalt en aquell moment, així que li va donar una feina a Marvel com a corrector, durant el qual Siegel va escriure la història d'Angel.

### Archie Comics
Siegel va treballar per Archie Comics el 1966, en sèries com ara The Fly, The Mighty Crusaders, The Web i Steel Sterling, totes protagonitzades per personatges reviscuts a partir dels anys 40. Archie va cancel·lar la seva línia de superherois més tard aquell mateix any, i Siegel va ser acomiadat.

### Fleetway Publications
Siegel va esdevenir el guionista principal de The Spider, un supervilà i superheroi de còmic britànic que va aparèixer al llibre d'antologia Lion entre el 26 de juny de 1965 i el 26 d'abril de 1969 i que va ser reimprès a Vulcan. Siegel va assumir l'escriptura del personatge amb la seva tercera aventura, i escriuria la major part de les seves aventures. El seu primer treball sobre el personatge es va publicar al número del 8 de gener de 1966, l'inici de la sèrie "The Spider v Doctor Mysterioso". També va crear i escriure Gadgetman i Gimmick-Kid.

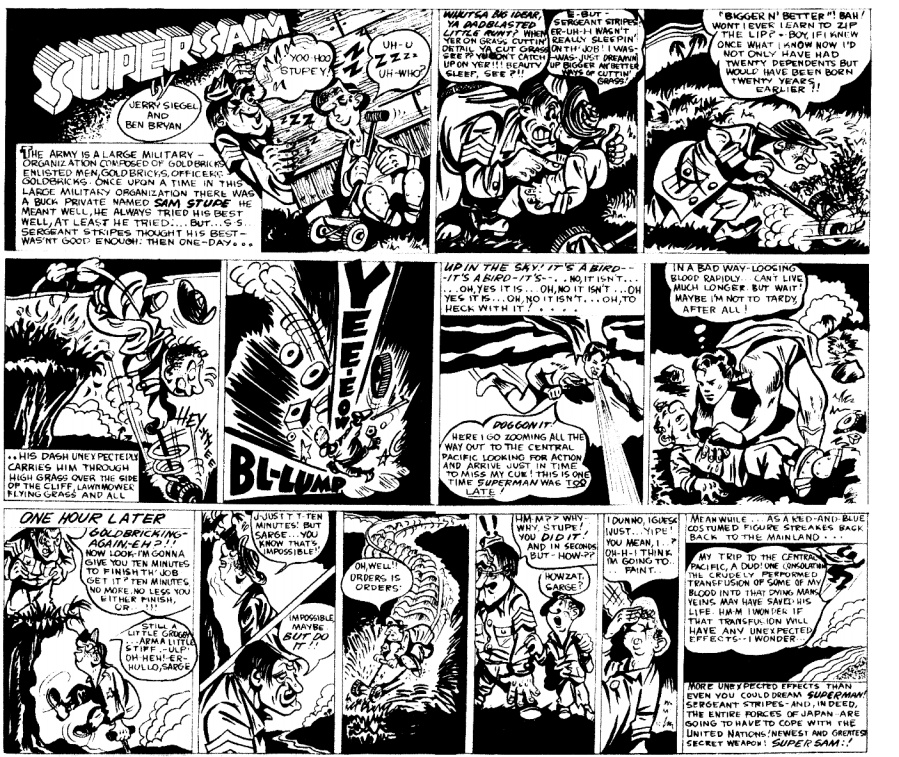
Primera tira de Super Sam, amb una aparició no autoritzada de Superman.

### Superman
Siegel i Shuster van crear Superman. Van utilitzar una primera versió del personatge a contes curts i a una proposta de còmic l'any 1933. Anys després, el 1938, l'editor Vin Sullivan la va escollir com a la història de portada pel Action Comics número 1 (juny del 1938). L'any següent, Siegel i Shuster van començar a publicar la tira diària sindicada de Superman.
El 1946, Siegel i Shuster, apropant-se al final del contracte de deu anys per fer històries de Superman, van demandar a la National sobre els drets dels personatges. Després de dos anys de lluita, van aconseguir els drets de Superboy, que van tornar a vendre a la National per $100,000. Aquest fet va tallar la seva relació l'editorial per una dècada. L'any 1947, l'equip es va tornar a unir amb l'editor Vin Sullivan, ara el fundador i editor de la companya de còmics Magazine Enterprises; on van crear al personatge Funnyman. Al principi dels anys 1950, Siegel va ser director artístic dels còmics de l'editorial Ziff-Davis, més tard, el 1959, va tornar a DC on va escriure noves històries de Superman. Va tornar a demandar a DC sobre els drets de Superman una altra vegada el 1967.

### Diversos
El 1956, Siegel va crear dos superherois per a Charlton Comics: Mr. Muscles i Nature Boy. La sèrie Mr. Muscles va publicar dos números, i Nature Boy tres.
El 1968, va treballar per a Western Publishing, per a la qual va escriure (juntament amb Carl Barks) històries del còmic Junior Woodchucks.
Posteriorment va treballar per al còmic italià Topolino publicat per Mondadori Editore (la llicència italiana de còmics Disney) del 1972 al 1979. Va aparèixer a les capçaleres de la premsa de l'època com a guionista ("soggettista e sceneggiatore").
A la dècada del 1980, va treballar amb Val Mayerik en el llargmetratge "The Starling", que va aparèixer al còmic Destroyer Duck. Una sèrie projectada, The Starling, sobre una dona que lluita per criar el seu fill mig alienígena i canviant de forma després que el seu pare alienígena irresponsable els abandonés, va quedar inacabada a causa de la mort de Siegel el 1996. També a la dècada del 1980, Siegel va escriure per a l'editorial de còmics Aardvark-Vanaheim.
Siegel es va casar amb Bella Lifshitz el 10 de juny de 1939. Era una dona jueva del seu barri de Glenville. Amb Bella, va tenir un fill anomenat Michael (27 de gener de 1944 - 17 de gener de 2006). La parella es va divorciar el 1948.
El novembre de 1948, Siegel es va casar amb Joanne Carter. Ella i Siegel es van conèixer el gener de 1935, quan treballava amb el seu col·lega Joe Shuster com a model per a Lois Lane. Es van retrobar en un ball de disfresses a Nova York l'1 d'abril de 1948. L'1 de març de 1951, la Joanne va donar a llum la seva filla, la Laura. La parella es va establir a Long Island, abans de traslladar-se a Califòrnia el 1968. Siegel i Joanne van romandre casats fins a la seva mort el 1996.

## Vida personal
Siegel va romandre força actiu en el món de la ciència-ficció després de començar a treballar per a DC. Va assistir a Chicon, la Segona Convenció Mundial de Ciència Ficció de 1940, i va aparèixer a la convenció fent-se passar per Clark Kent.
Siegel va morir el 28 de gener de 1996 d'un atac de cor.

## Premis i honors
- Premi Inkpot, 1975
- Saló de la Fama del Còmic Will Eisner, 1992
- Saló de la Fama de Jack Kirby, 1993
- Premi Bill Finger a l'excel·lència en l'escriptura de còmics, 2005 (pòstum)
- L'avinguda Kimberly de Cleveland va ser rebatejada com a "Jerry Siegel Lane" el 2009